# Straight to the Dome
Straight To The Dome est le treizième album studio du groupe Pro-Pain, il est sorti le 9 septembre 2012.

## Liste des titres
| No  | Titre                | Durée |
| --- | -------------------- | ----- |
| 1.  | Straight to the Dome | 1:34  |
| 2.  | Payback              | 2:43  |
| 3.  | Nothing Left         | 2:35  |
| 4.  | Bitter Pill          | 3:28  |
| 5.  | Pure Hatred          | 3:24  |
| 6.  | Sucks to Be You      | 3:30  |
| 7.  | Bloodlust for War    | 3:43  |
| 8.  | A Good Day to Die    | 3:46  |
| 9.  | Fallen Son           | 3:54  |
| 10. | Judge                | 3:01  |
| 11. | Zugabe!              | 3:54  |